# Collasuyusana
Collasuyusana  (лат.) — род прыгающих насекомых из семейства цикадок (Cicadellidae). Южная Америка. Длина 6-9 мм (самки крупнее). Общая окраска от темно-коричневой до чёрной, с желтоватыми отметинами. Голова уже пронотума. Лоб уже ширины глаз. Эдеагус трубчатый, узкий. Сходны по габитусу с Boliviela, отличаясь деталями строения гениталий. Род включают в состав подсемейства Coelidiinae.
- Collasuyusana bifurcata Nielson, 2011 — Колумбия
- Collasuyusana collaris Nielson, 2011
- Collasuyusana diversa Nielson, 2011
- Collasuyusana lanceolata Nielson, 2011
- Collasuyusana picea Nielson, 2011
- Collasuyusana recurvata Nielson, 2011
- Collasuyusana retrorsa (Nielson, 1982) — Боливия typus
  - = Boliviela retrorsa Nielson, 1982
- Collasuyusana spenceri Nielson, 2011